# Psilaster cassiope
Psilaster cassiope är en sjöstjärneart som beskrevs av Percy Sladen 1889. Psilaster cassiope ingår i släktet Psilaster och familjen kamsjöstjärnor. Inga underarter finns listade i Catalogue of Life.